# Ochthebius lurugosus
Ochthebius lurugosus är en skalbaggsart som beskrevs av Manfred A. Jäch 1998. Ochthebius lurugosus ingår i släktet Ochthebius och familjen vattenbrynsbaggar. Inga underarter finns listade i Catalogue of Life.